# Steve Lombard
Steven "Steve" Lombard è un personaggio dei fumetti statunitensi creato da Cary Bates (testi) e Curt Swan (disegni), pubblicato dalla DC Comics. La sua prima apparizione avviene in Superman (Vol. 1) n. 264 (giugno 1973).
Steve Lombard è un giornalista sportivo che lavora per il Daily Planet di Metropolis, dal carattere spocchioso e prepotente con un rapporto antagonistico nei confronti di Clark Kent, del quale si prende sovente gioco a causa della sua presunta goffaggine.

## Storia editoriale
Il personaggio è apparso per la prima volta nel n. 264 del primo volume di Superman, datato giugno 1973, in una storia scritta da Cary Bates ed illustrata da Curt Swan dopo che l'editore Julius Schwartz aveva suggerito di aggiungere un telecronista sportivo che si contrapponesse al Clark Kent giornalista, Bates aveva infatti deciso di creare un avversario lavorativo per Kent di modo da generare un contrasto al rapporto amichevole del personaggio con gli altri colleghi del Daily Planet, traendo parzialmente ispirazione dal personaggio Ted Baxter in Mary Tyler Moore sebbene l'aspetto fisico di Lombard fosse in realtà ispirato a quello della star del football Joe Namath.
Per diversi anni dopo il suo debutto Steve Lombard è apparso in maniera continuativa in quasi tutte le storie di Superman e lo scrittore di Action Comics Martin Pasko ha tentato di spiegarne la popolarità dichiarando: «Lombard è uno dei pochi esempi di personaggio che tutti noi sceneggiatori di Superman dell'epoca abbiamo scritto più o meno allo stesso modo, al contrario, per esempio, del modo in cui Lana Lang sembrava un personaggio completamente diverso in ogni sua apparizione occasionale su Action. Credo che questo fosse dovuto al fatto che Lombard sia uno dei personaggi più nettamente tratteggiati e progettati con precisione (anche se non particolarmente complessi) che abbia mai gestito - l'idea più chiaramente comunicata che abbia mai sentito da un editore e dallo sceneggiatore che l'ha co-creata: il fanfarone che cerca inconsapevolmente di rompere i cajónes a Superman. Il pubblico se lo aspetta, sapendo che un piede riscaldato con un fiammifero non sarà meglio di un piede riscaldato con la vista termica, o altro. E credo che anche gli altri sceneggiatori di Superman la pensassero così. Ecco perché Lombard è diventato, almeno per me, uno dei migliori esempi di quello che, nelle sitcom, chiamiamo il "personaggio da ripercorrere". Questo è certamente ciò che Ted Baxter era in TV: il personaggio che conoscevi. Potresti 'ripercorrere' una scena e ottenere risate solo per la sua apparizione... Il pubblico inizia a ridere quando appaiono perché stanno ridendo di ciò che stanno immaginando che accadrà. Stanno 'aspettando'».
Bates ha eliminato il personaggio di Steve Lombard nel numero 384 di Superman, sebbene la sua ultima apparizione prima di Crisi sulle Terre infinite sia in realtà avvenuta nel numero 413.

## Biografia del personaggio

### Pre-Crisi
Nato a Gotham City, New Jersey, Steve Lombard inizia a giocare a football da professionista in giovane età diventando quarterback dei Metropolis Meteors ma, il giorno prima di giocare la finale del Super Bowl riporta un grave infortunio al ginocchio per salvare un bambino precipitato da un palazzo, motivo per il quale ricorre a un trattamento sperimentale a base di radiazioni che, come effetto collaterale crea un suo clone fatto di pura energia che si scatena per la città venendo però sconfitto da Superman evento a seguito del quale la sua carriera nei Meteors termina bruscamente e Morgan Edge lo assume come telecronista sportivo alla Galaxy Broadcasting System mettendolo a lavorare al fianco di Clark Kent al telegiornale delle sei.
Steve, sfacciato e arrogante, fa spesso scherzi infantili a Clark, sebbene viene lasciato a intendere che lo consideri comunque uno dei suoi pochi veri amici, poiché prende sempre il suo comportamento con filosofia e non gli porta mai rancore. Nel corso delle vicende vengono presentati alcuni familiari di Steve, come suo fratello, il dottor Vernon Lombard, suo nipote Jaime, e sua zia materna Kaye Daye, scrittrice di romanzi gialli che lavora con gli Analisti del Mistero di Gotham City. Anni dopo, quando la sua popolarità presso il pubblico inizia a calare, Steve viene licenziato da Morgan Edge e trova lavoro prima come venditore di auto usate e poi come attore in un revival di Damn Yankees che tuttavia chiude i battenti alla prima serata a causa della sua pessima performance.

### Post-Crisi
Nell'Universo DC generato in seguito a Crisi sulle Terre infinite, Steve Lombard è un ex-giocatore di football che, dopo il liceo, ha avuto una breve carriera tra i professionisti per poi diventare conduttore del telegiornale su WGBS-TV e in seguito cronista sportivo presso il Daily Planet; si considera un "macho", guarda dall'alto in basso Clark Kent, non capisce come Lois Lane possa preferirlo a lui, ha spesso diverbi con Ron Troupe. e in generale crea un ambiente tossico sul posto di lavoro, tanto da aggredire spesso i colleghi con un pallone da football e ridere di loro, sebbene qualora si presenti un pericolo reale, si dimostri prontamente disposto a prendere il comando e collaborare con gli altri per garantire la sicurezza di tutti, per esempio aiutando Ron a salvare la vita di Cat Grant.

### Rinascita
Nell'Universo DC successivo a Rinascita, Steve è un individuo rissoso e attaccabrighe che, sul suo posto di llavoro al Daily Planet ha spesso dei litigi con Lois Lane e in un'occasione rimane ferito alle spalle nel tentativo di salvare i colleghi da un pazzo armato di pistola riuscendo però a sopravvivere salvo poi attaccare briga con la minaccia di livello cosmico H-Dial nel momento in cui appare alla redazione del Daily Planet, sebbene lo scontro venga impedito dalla comparsa di un gruppo di artisti marziali mutanti.

## Altre versioni

### All-Star Superman
Nella miniserie All-Star Superman, Steve Lombard è uno dei personaggi secondari di supporto alle vicende e si dimostra immune al virus Bizzarro per via della costante assunzione di steroidi.

## Altri media

### Cinema
- Steve Lombard, doppiato da Kevin Michael Richardson, compare nel film d'animazione All Star Superman.[24]
- In Superman: Unbound il personaggio è doppiato da Diedrich Bader.[24]
- Steve Lombard, interpretato da Michael Kelly con la voce italiana di Pino Insegno, ha un ruolo minore nel film del DC Extended Universe (DCEU) L'uomo d'acciaio (2013).[25]
- Una versione del personaggio, doppiato da Max Mittelman, compare nel film DCAMU The Death of Superman e nel suo sequel Il regno dei Superman.
- Nel franchise del DC Universe (DCU) Steve Lombard, interpretata da Beck Bennett con la voce italiana di Alessandro Quarta, compare in Superman (2025),[26] dove ha un ruolo parodistico ed è raffigurato come un giornalista sportivo del Daily Planet vessatorio nei confronti di Clark Kent ma ironicamente accanito fan di Superman.

### Televisione
- Il personaggio fa un'apparizione muta in un episodio di DC Super Hero Girls
- Steve Lombard, doppiato da David Kaye, compare in un episodio della terza stagione di Young Justice,[24] dove è il presentatore radiofonico dello Steve Lombard Sports Show.
- In My Adventures with Superman Steve Lombard, doppiato da Vincent Tong,[27][24] è uno dei giornalisti di punta del Daily Planet.

### Varie
- Steve Lombard appare in un cameo in The Batman Strikes! n. 44, pubblicato nel giugno 2008.[28]
- Il personaggio compare nel secondo albo dell'undicesima stagione a fumetti di Smallville, dove è un impiegato part-time del Daily Planet che viene posseduto da Eclipso.[29]